# اوین کندی
اوین کندی یک بازیکن هندبال ایرلندی از شهرستان دوبلین، ایرلند است. او عضو باشگاه سنت بریجیدز است. او یک مهندس است و سابقاً به‌عنوان مدرس در دانشگاه ملی ایرلند، مینوث فعالیت داشته است.
کندی دارای چهارده عنوان قهرمانی در مسابقات بزرگسالان هندبال است. او همچنین سه بار قهرمان مسابقات ایرلندی نشنالز اوپن سینگلز شده و در سال ۲۰۰۱، به‌عنوان نماینده دانشگاه شهر دوبلین در مینیاپولیس، ایالات متحده، عنوان قهرمانی کالج‌ها را به دست آورده است. در سال ۱۹۹۹، او قهرمان یواس نشنالز اوپن سینگلز شد و دو سال بعد، در هلیفکس، نوا اسکوشیا، کانادا، با یک پیروزی قاطع بر بازیکن کانادایی، مرو دکر، قهرمان مسابقات تک‌نفره کانادا شد. کندی سه جایزه ودافون آل استار اواردز را به‌دست آورده است. در اوت ۲۰۰۶، او به همراه تونی هیلی از کورک، موفق شدند در فینال دوبل اوپن مردان در مسابقات جهانی که در ادمونتون، آلبرتا، کانادا برگزار شد، قهرمانان قبلی، پل بردی و مایکل فینیگان از کاوان را شکست دهند.
کندی برای عملکرد خود جوایز متعددی دریافت کرده است؛ از جمله جوایز آل استار در سال‌های ۲۰۰۲ و ۲۰۰۴. او همچنین در فوریه ۲۰۰۶ به‌عنوان بازیکن سال ودافون آل استار معرفی شد.

## دوران حرفه‌ای

### ۲۰۰۵
در سال ۲۰۰۵، کندی به همراه ایگین جنسن، عناوین آل-ایرلند سینیر دوبل را در دسته‌های ۴۰ در ۲۰ و ۶۰ در ۳۰ کسب کرد. آن‌ها اولین تیمی بودند که از دوبلین از زمان قهرمانی برادران رو در سال ۱۹۴۸، توانستند این عنوان را به دست آورند. کندی همچنین در سال ۲۰۰۵ قهرمان سینیر هاردبال سینگلز گائلیک شد.

### ۲۰۰۶
کندی در فصل‌های ۲۰۰۶ و ۲۰۰۷ با حمایت مالی شرکت ووج بدرومز در مسابقات شرکت کرد. او با شکست مایکل دکسی والش با نتایج ۲۱–۲۰ و ۲۱–۱۶، به فینال مسابقات تک‌نفره آل-استار ایرلند سنیور در برابر تام شریدان از میث راه یافت. این فینال قرار بود در ۲ سپتامبر ۲۰۰۶ برگزار شود. کندی در ۳ سپتامبر ۲۰۰۶ در کروک پارک با یک نمایش قدرتمند، دومین عنوان متوالی آل-ایرلند سافت‌بال خود را در مقابل شریدان کسب کرد. این دیدار سه ست کامل به طول انجامید و در نهایت کندی با نتیجه ۲۱–۵ شریدان را شکست داد.
این موفقیت نشان می‌دهد که کندی در دوره‌ای بسیار موفق قرار داشت، چرا که در اوت ۲۰۰۶ نیز قهرمان آزاد جهانی دوبل شده بود.
اوین کندی و ایگین جنسن در ۲۸ اکتبر ۲۰۰۶ برای اولین بار عنوان آل-ایرلند هاردبال سنیور دوبل را به‌دست آوردند. آن‌ها در فینال، رقبای خود، تام شریدان و والتر اوکانر را در مولینگار شکست دادند.

#### افتخارات
- قهرمان دوبل مردان جهان (با تونی هیلی، کورک)، کانادا ۲۰۰۶
- ۹ عنوان قهرمانی تک‌نفره آل-ایرلند سنیور (۴ عنوان ۳۰ در ۶۰، ۱ عنوان ۲۰ در ۴۰، ۴ عنوان هاردبال)
- ۵ عنوان قهرمانی دوبل آل-ایرلند سنیور (با ایگین جنسن، ۲ عنوان ۳۰ در ۶۰، ۱ عنوان ۲۰ در ۴۰، ۲ عنوان هارد بال)
- ۳ عنوان قهرمانی تک‌نفره مردان آزاد ایرلند
- قهرمان مسابقات بین‌المللی کالج‌ها (نماینده دانشگاه شهر دوبلین)، ۲۰۰۱
- قهرمان مسابقات تک‌نفره آمریکا و آزاد کانادا (۱۹۹۹ و ۲۰۰۱)

- عناوین متعدد در رده‌های جوانان آل-ایرلند، آمریکا و جهان
- ۳ جایزه وودافون آل-استار

### ۲۰۰۷
کندی برای دومین سال متوالی به فینال دوبل هاردبال رسید. او به‌عنوان قهرمان فعلی در برابر مایکل دکسی والش از کلیکنی قرار گرفت و در دیداری حساس، با نتایج ۲۱–۲۰ و ۲۱–۶ پیروز شد. اوین همچنین با همکاری ایگین جنسن، قهرمان دوبل سینیور سافت‌بال شد و به این ترتیب ترپل خود را تکمیل کرد.

### ۲۰۰۹
کندی در این سال بیست و یکمین عنوان متوالی آل-ایرلند خود را به‌دست‌آورد. او همچنین به ایالات متحده سفر کرد و در مسابقات جهانی شرکت کرد، که در آنجا به همراه هم تیمی‌اش مایکل فینیگان در بخش دوبل قهرمان شد.

### ۲۰۱۰
کندی در سال ۲۰۱۰ به‌عنوان بازیکن هندبال سال انتخاب شد. او در مراسمی که در ۲۷ نوامبر ۲۰۱۰ در کروک پارک برگزار شد، جایزه خود را دریافت کرد.

### ۲۰۱۴
کندی در سال ۲۰۱۴ بار دیگر قهرمان شد. او موفق شد رابی مک‌کارتی، قهرمان سه‌باره این مسابقات را شکست دهد و در سن ۳۵ سالگی عنوان قهرمانی را از آن خود کند.